# LASP1
LASP1 (англ. LIM and SH3 protein 1) – білок, який кодується однойменним геном, розташованим у людей на короткому плечі 17-ї хромосоми.  Довжина поліпептидного ланцюга білка становить 261 амінокислот, а молекулярна маса — 29 717.
| 10         |  | 20         |  | 30         |  | 40         |  | 50         |
| ---------- |  | ---------- |  | ---------- |  | ---------- |  | ---------- |
| MNPNCARCGK |  | IVYPTEKVNC |  | LDKFWHKACF |  | HCETCKMTLN |  | MKNYKGYEKK |
| PYCNAHYPKQ |  | SFTMVADTPE |  | NLRLKQQSEL |  | QSQVRYKEEF |  | EKNKGKGFSV |
| VADTPELQRI |  | KKTQDQISNI |  | KYHEEFEKSR |  | MGPSGGEGME |  | PERRDSQDGS |
| SYRRPLEQQQ |  | PHHIPTSAPV |  | YQQPQQQPVA |  | QSYGGYKEPA |  | APVSIQRSAP |
| GGGGKRYRAV |  | YDYSAADEDE |  | VSFQDGDTIV |  | NVQQIDDGWM |  | YGTVERTGDT |
| GMLPANYVEA |  | I          |  |            |  |            |  |            |

A: Аланін

C: Цистеїн

D: Аспарагінова кислота

E: Глутамінова кислота

F: Фенілаланін

G: Гліцин

H: Гістидин

I: Ізолейцин

K: Лізин

L: Лейцин

M: Метіонін

N: Аспарагін

P: Пролін

Q: Глутамін

R: Аргінін

S: Серин

T: Треонін

V: Валін

W: Триптофан

Задіяний у таких біологічних процесах як транспорт іонів, транспорт. 
Білок має сайт для зв'язування з молекулою актину, іонами металів, іоном цинку. 
Локалізований у цитоплазмі, цитоскелеті.